# 岡田昭雄
岡田 昭雄（おかだ あきお、1951年（昭和26年）9月17日 - ）は、日本の政治家。元長野県千曲市長（2期）。

## 来歴
長野県千曲市出身。1970年（昭和45年）3月、長野県坂城高等学校卒業。同年4月、更埴市役所に入庁。1972年（昭和47年）、長野経済短期大学夜間部卒業。
2003年（平成15年）9月1日、更埴市・更級郡上山田町・埴科郡戸倉町が合併して千曲市が発足。
2009年（平成21年）4月、千曲市役所の議会事務局長に就任。2011年（平成23年）4月、総務部長に就任。2012年（平成24年）4月、参与に就任。
2012年（平成24年）10月17日、近藤清一郎千曲市長が病気療養のため任期途中で辞任。同月、千曲市役所を退職し、翌11月の千曲市長選挙で初当選。2020年（令和2年）に落選。

## 市長選の結果
2012年千曲市長選挙
2012年（平成24年）11月11日執行。会社経営者の栁町博之、市議会の共産党市議団の支援を受けた宇田川弘子ら2候補を破り初当選した。
※当日有権者数：50,629人 最終投票率：52.35%（前回比：pts）
| 候補者名   | 年齢 | 所属党派 | 新旧別 | 得票数   | 得票率 | 推薦・支持 |
| ---------- | ---- | -------- | ------ | -------- | ------ | ---------- |
| 岡田昭雄   | 61   | 無所属   | 新     | 10,549票 | 40.10% |            |
| 栁町博之   | 49   | 無所属   | 新     | 9,676票  | 36.78% |            |
| 宇田川弘子 | 53   | 無所属   | 新     | 6,080票  | 23.11% |            |

2016年千曲市長選挙
2016年（平成28年）10月30日執行。北陸新幹線の新駅誘致に反対する早志圭司を250票差で破り、再選を果たした。
※当日有権者数：51,178人 最終投票率：47.74%（前回比：-4.61pts）
| 候補者名 | 年齢 | 所属党派 | 新旧別 | 得票数   | 得票率 | 推薦・支持 |
| -------- | ---- | -------- | ------ | -------- | ------ | ---------- |
| 岡田昭雄 | 65   | 無所属   | 現     | 12,257票 | 50.52% |            |
| 早志圭司 | 59   | 無所属   | 新     | 12,007票 | 49.48% |            |

2020年千曲市町選挙
2020年（令和2年）10月25日執行。自民党・公明党の推薦を受けて立候補。3選を目指すも前長野県議会議員の小川修一に敗れ落選。
※当日有権者数：50,370人 最終投票率：50.05%（前回比：+2.31pts）
| 候補者名 | 年齢 | 所属党派 | 新旧別 | 得票数   | 得票率 | 推薦・支持             |
| -------- | ---- | -------- | ------ | -------- | ------ | ---------------------- |
| 小川修一 | 52   | 無所属   | 新     | 13,974票 | 56.04% |                        |
| 岡田昭雄 | 69   | 無所属   | 現     | 10,963票 | 43.96% | （推薦）自民党・公明党 |